# ミランバくん
ミランバくんは、佐賀県に本社を置くフジテレビ（FNN・FNS）系列局・サガテレビ（STS）が、著作権と商標権を持つキャラクター。

## 概要・特徴
2006年（平成18年）12月1日に当局が地上デジタル放送を開始するのにあたり、一般公募でマスコットキャラクターを募集したところ、同年9月1日に全国から寄せられた応募の中から熊本県在住のイラストレーターの作品に決定した。
「ミランバ（見らんば）」とは、佐賀弁で「見なくては！」の意である。
2008年（平成20年）12月29日から2014年（平成26年）12月31日まで、表示されていたチャンネルロゴ表示はミランバくんの顔とstsロゴが使われていた。
2014年10月より、毎週日曜日8:55-9:00の放送枠で自社制作アニメ「がんばれ！ミランバくん」としてアニメ化されている。
アニメはサガテレビの発意の元、代々木アニメーション学院福岡校を中心に佐賀大学文化教育学部美術・工芸課程美術・工芸選修（現・芸術地域デザイン学部芸術地域デザイン学科芸術表現コース美術・工芸分野）の学生とのコラボレーションにて制作されている。
- 2014年10月のアニメスタートに伴い、若干の設定変更が行われた。住んでいる場所が架空の場所「ファブランド」とされ、5歳の男の子という表現は、表立っては取り下げられている。同時に、仲間や敵キャラクターの設定が増えた。

- グッズ、CDなど

サガテレビ1Fの喫茶店とamazon内にあるサガテレビが運営する「さが市場」、佐賀県内「道の駅」で「ミランバくんグッズ」と合わせて販売されている。

## ミランバくんのうた
2010年9月にCDが発売。
『ミランバくん体操』、『GoGo!ミランバくん』、『ミランバくんの笑顔大好き!』、『ミランバくんの天気予報』、などのBGMで使用。
- 「ミランバくんのうた」
  - 作詞：ミランバオールスターズ（かちかちワイド）　
  - 作曲：フーミン（大道芸人）
  - 編曲＆サウンドプロデュース：北村尚志（シンガーソングクリエイター）
  - うた：ミランバシスターズ（秘密の音楽ユニット）
  - 価格：700円
  - 制作・著作：STSサガテレビ

## がんばれ！ミランバくん
2014年10月にCDが発売。
『がんばれ！ミランバくん』の主題歌。
- 「ミランバくんのうた」
  - 作詞：比留間光悦　
  - 作曲：比留間光悦
  - うた：比留間光悦
  - 価格：700円
  - 制作・著作：STSサガテレビ